# 石田雅彦 (作家)
石田 雅彦（いしだ まさひこ、1959年5月13日 - ）は、日本の著作家、サイエンスライター、編集者。
株式会社近代映画社を経て独立、商業誌の編集長などを経験。

## 略歴
北海道生まれ。沼津市立沼津高等学校、法政大学経済学部卒業。横浜市立大学大学院医学研究科医科学専攻修士課程修了、医科学修士（MMSc）。
1983年（昭和58年）4月、株式会社近代映画社入社、『月刊近代映画』編集部に配属される。菊池桃子、森高千里、後藤久美子など、女優、タレント、モデルなどの写真集、モータースポーツのFI関連の書籍写真集を企画編集する。
1989年（平成元）年4月、独立。1990年（平成2）年2月、雑誌『カテゴリーフォーミュラF3000』（リイド社、1992年休刊）編集長。1990年（平成2）年4月、テレビ東京系『クルマ探偵団』レギュラー・メインキャスター（1991年3月まで）。
1994年（平成6）年からフジテレビ系番組『料理の鉄人』シリーズ（扶桑社）の単行本企画制作に携わる（有限会社醍醐味エンタープライズ）。
2006年（平成18）年3月、雑誌『韓国ドラマ通信』（ソフトバンク・クリエイティブ）編集長（2008年1月まで）。
2011年（平成23）年9月、インターネット言論サイト「アゴラ」編集長（2015年10月まで）。
2015年（平成27）年4月、横浜市立大学大学院医学研究科医科学専攻修士課程に入学（2017年3月修了）。
2017年（平成29）年からインターネット上などでタバコ問題を主とした記事を発表し始める。
2018年（平成30）年4月、横浜市立大学大学院医学研究科医科学専攻博士課程に入学。

## 人物
- 現在は主にタバコ問題についての著述家として[2] 記事をウェブ上のニュースサイトなどへ書き、タバコ関連の講演[3][4] やネット学習サイトの講師[5] などをしている。また、出版プロデュースに『新型タバコの本当のリスク』（著者：田淵貴大、内外出版社）などがある。
- 自然科学から社会科学まで取材し、雑誌や書籍、webも含む著述・編集・制作活動を行っている。また、本宮ひろ志（マンガ家）、アントニオ猪木（元プロレスラー、政治家）、広岡達朗（元プロ野球選手、評論家）、旭鷲山（元力士）、堀江謙一（冒険家、セーラー）、大竹美喜（アフラック創業者）など著名人著作の編集構成・ライティングもあり[6]、青色LEDを発明して2014年にノーベル物理学賞を受賞した中村修二氏の主要著作の編集構成・取材ライティングをした[7]。

## 著書
- 『恐竜大接近』（集英社、監修：小畠郁生、1993年）
- 『チェッカーフラッグはまだか』（集英社、1999年）
- 『遺伝子・ゲノム最前線』（扶桑社、監修：和田昭允、2002年）
- 『ロボット・テクノロジーよ、日本を救え』（ポプラ社、2003年）
- 『トリハダ』（扶桑社、ノベライズ、2009年）
- 『座頭市 THE LAST』（扶桑社、ノベライズ、2010年）
- 『季節の実用語』（アカシックライブラリー、2014）
- 『TOKYOエアポート』（扶桑社、ノベライズ、2012年）
- 『プレミアム戸建賃貸資産活用術』（ダイヤモンド社、2015年）
- 『おんな城主 井伊直虎 その謎と魅力』（アスペクト、2016年）

## 論文
- 自治体と地域保健医療における禁煙サポートの調査研究（修士学位論文、2017年）